# Fenestella altaica
Fenestella altaica är en mossdjursart som beskrevs av Tolmatchoff 1924. Fenestella altaica ingår i släktet Fenestella och familjen Fenestellidae. Inga underarter finns listade i Catalogue of Life.